# Cantone di Vic-Fezensac
Il Cantone di Vic-Fezensac era una divisione amministrativa dell'arrondissement di Auch, con capoluogo Vic-Fezensac. Situato nel dipartimento di Gers e nella regione dei Midi-Pirenei, ha un'altitudine compresa fra i 102 metri sul livello del mare del capoluogo e i 241 metri sul livello del mare di Riguepeu, per una media di 175 metri.
A seguito della riforma approvata con decreto del 26 febbraio 2014, che ha avuto attuazione dopo le elezioni dipartimentali del 2015, è stato soppresso.

## Composizione
Il cantone aveva una popolazione di 6 164 abitanti (secondo il censimento del 2009) su una superficie di 247,2 km², con una densità di 24,94 abitanti al km². Del cantone facevano parte 15 comuni. Eccone l'elenco: 
- Bazian
- Belmont
- Caillavet
- Callian
- Castillon-Debats
- Cazaux-d'Anglès
- Marambat
- Mirannes
- Préneron
- Riguepeu
- Roquebrune
- Saint-Arailles
- Saint-Jean-Poutge
- Tudelle
- Vic-Fezensac